# Volksbank Pfullendorf
Die Volksbank Pfullendorf eG ist eine deutsche Genossenschaftsbank, mit Sitz in der baden-württembergischen Stadt Pfullendorf im Landkreis Sigmaringen. 

## Geschichte
Die heutige Volksbank Pfullendorf eG hat ihren Ursprung im Jahre 1902. Einige Kaufleute gründeten am 12. April 1902 die „Credit-Casse“ als eine Gesellschaft mit unbeschränkter Haftung, mit dem hauptsächlichen Aufgabengebiet der Kreditvergabe an Kleinunternehmer, dem Wechselgeschäft und des Überweisungsverkehres.
Nach dem Ersten Weltkrieg und der Inflation schlossen sich 1931 die Credit-Casse, die mittlerweile „Creditbank e.G.m.b.H“ hieß und die ebenfalls in Pfullendorf noch bestehende eigenständige Volksbank Pfullendorf zur „Bankverein e.G.m.b.H.“ zusammen. Aufgrund einer allgemeinen Verordnung musste diese Bezeichnung am 1. Juli 1944 in „Volksbank Pfullendorf e.G.m.b.H.“ abgeändert werden. Seit Inkrafttreten einer Novelle des § 3 des Genossenschaftsgesetzes am 1. Januar 1974 firmiert die Bank unter dem Namen „Volksbank Pfullendorf eG“.

## Rechtsverhältnisse
Die Volksbank Pfullendorf eG ist im Genossenschaftsregister beim Amtsgericht Ulm unter GnR 710110 eingetragen.

## Organisationsstruktur
Rechtsgrundlagen sind das Genossenschaftsgesetz und die durch die Generalversammlung beschlossene Satzung. Organe der Bank sind der Vorstand, der Aufsichtsrat und die Generalversammlung.

## Sicherungseinrichtung
Die Volksbank Pfullendorf eG ist der amtlich anerkannten Sicherungseinrichtung des Bundesverbandes der Deutschen Volksbanken und Raiffeisenbanken GmbH und der zusätzlichen freiwilligen Sicherungseinrichtung des Bundesverbandes der Deutschen Volksbanken und Raiffeisenbanken e.V. angeschlossen.

## Geschäftsausrichtung
Die Volksbank Pfullendorf eG betreibt das Universalbankgeschäft. Die Produktpalette beinhaltet neben den traditionellen weit gefächerten Bankangeboten auch die neuesten elektronischen Direktbankleistungen. Darüber hinaus ist die Volksbank in den Geschäftsbereichen Immobilienvermittlung, Versicherungen, Bausparen, Leasing und Factoring tätig. Im Verbundgeschäft arbeitet sie mit der DZ Bank, R+V Versicherung, Bausparkasse Schwäbisch Hall, Teambank, VR Leasing,  DZ Hyp und der Union Investment zusammen.

## Geschäftsgebiet
Das Geschäftsgebiet liegt im Süden des Landkreises Sigmaringen sowie im Nordwesten des Bodenseekreises. Das Geschäftsgebiet erstreckt sich schwerpunktmäßig über die Stadt Pfullendorf und die Gemeinde Heiligenberg in der Region Linzgau.
An diesen Orten betreibt die Bank Filialen:
- Pfullendorf (Hauptstelle, jur. Sitz + 2 SB-Geschäftsstellen)
- Aach-Linz (Geschäftsstelle)
- Denkingen (SB-Geschäftsstelle)
- Heiligenberg (Geschäftsstelle)